# 川地宏行
川地 宏行（かわち ひろゆき）は、日本の法学者。明治大学法学部専任教授。専門は、民法（財産法）。

## 略歴
1988年中央大学法学部卒業、1991年明治大学大学院法学研究科民事法学修士課程修了、法学修士の学位を取得、1994年名古屋大学大学院法学研究科民刑事法学博士課程単位取得満期退学。
1997年から2000年まで三重大学人文学部助教授、2001年専修大学法学部助教授、2005年専修大学法学部教授、2017年に明治大学法学部専任教授に就任。

## 著書・論文
（出典）
1. 2015/09	論文　	ドイツにおける適合性原則の判例・学説の状況 現代消費者法 (28),37-45頁 （単著）
2. 2015/05	論文　	店頭デリバティブにおける時価評価に関する説明義務 円谷峻先生古稀記念『民事責任の法理』 361-388頁 （単著）
3. 2014/12	論文　	店頭デリバティブと仕組債における説明義務と適合性原則（2） 法律論叢 87(２=3),123-177頁 （単著）
4. 2014/12	論文　	高齢者の金融商品取引における適合性原則 村田彰先生還暦記念『現代法と法システム』 305-323頁 （単著）
5. 2014/08	論文　	店頭デリバティブと仕組債における説明義務と適合性原則（1） 法律論叢（明治大学） 87(1),49-98頁 （単著）
6. 2014/03	論文　	共同相続における預金債権の帰属と払戻 名古屋大学法政論集 (254),907-943頁 （単著）
7. 2013/09	論文　	金利スワップ取引における説明義務 現代消費者法 (20),69-76頁 （単著）
8. 2013/06	論文　	金融商品取引における適合性原則と錯誤無効 長尾治助先生追悼記念『消費者法と民法』（法律文化社） 124-138頁 （単著）
9. 2013/05	論文　	公法上の取締規定の強行法規性 法律時報 85(5),116-120頁 （単著）
10. 2013/02	論文　	仕組債の販売と錯誤無効 金融商品取引法判例百選 58-59頁 （単著）
11. 2013/02	論文　	原因関係が欠如した振込における預金債権の帰属 法律論叢（明治大学） 85(6),131-204頁 （単著）
12. 2012/07	論文　	個別割賦購入あっせんにおける売買契約の公序良俗違反無効と立替払契約の効力 私法判例リマークス (45),22-25頁 （単著）
13. 2012/05	論文　	リボルビング方式の貸付けをした貸金業者の悪意の推定 民商法雑誌 146(2),70-76頁 （単著）
14. 2011/11	論文　	無権限弁済受領者に対する債権者の損害賠償請求 民商法雑誌 145(2),101-106頁 （単著）
15. 2011/11	論文　	相殺ー債権担保としての法定相殺と相殺予約 ジュリスト (1432),84-88頁 （単著）
16. 2011/11	論文　	金融サービスにおける適合性原則 津谷裕貴弁護士追悼『消費者取引と法』（民事法研究会） 178-206頁 （単著）
17. 2011/09	論文　	投資取引における適合性原則と損害賠償責任（2・完） 法律論叢（明治大学） 84(1),1-70頁 （単著）
18. 2011/06	論文　	取引停止措置がとられた犯罪利用預金口座における払戻請求の可否 現代消費者法 (11),97-105頁 （単著）
19. 2011/04	論文　	投資取引における適合性原則と説明義務をめぐる日独法の比較 先物取引被害研究 (36),10-23頁 （単著）
20. 2011/03	論文　	民法112条の表見代理 椿寿夫＝伊藤進編『代理の研究』（日本評論社） 476-491頁 （単著）
21. 2011/02	論文　	投資取引における適合性原則と損害賠償責任（1） 法律論叢（明治大学） 83(4=5),31-73頁 （単著）
22. 2010/09	論文　	割賦販売法規定の準典型契約機能 NBL (937),50-55頁 （単著）
23. 2010/06	論文　	外貨債権の円建請求権と換算基準時 判例プラクティス民法Ⅱ債権 8頁 （単著）
24. 2010/06	論文　	金銭債権と名目主義 判例プラクティス民法Ⅱ債権 7頁 （単著）
25. 2010/03	論文　	債権の準占有者に対する弁済ー民法４７８条適用事案の類型化と要件の再考ー 円谷峻編『社会の変容と民法典』（成文堂） 256-273頁 （単著）
26. 2010/03	論文　	融資一体型変額保険における保険会社と銀行の損害賠償責任 金融商事判例 (1336),36-39頁 （単著）
27. 2009/12	論文　	2009年度学界回顧・民法（財産法） 法律時報 81(13),98-103頁 （単著）
28. 2009/09	論文　	インターネット上における個人情報の流出とウェブサイト開設業者の使用者責任 現代消費者法 (4),115-125頁 （単著）
29. 2009/09	論文　	不当利得返還請求権における利息の法定利率 新美育文先生還暦記念『現代民事法の課題』（信山社） 285-328頁 （単著）
30. 2009/09	論文　	第三者与信型販売と多角的法律関係 法律時報 81(10),115-119頁 （単著）
31. 2009/08	論文　	占有と所有権に関する改正試案の検討 法律時報 81(9),115-119頁 （単著）
32. 2009/05	論文　	金銭所有権 民法判例百選Ⅰ（第6版） 156-157頁 （単著）
33. 2009/03	論文　	制限超過利息元本充当後の過払金の他債務への充当 クレジット研究 (41),218-238頁 （単著）
34. 2009/02	論文　	盗難キャッシュカードによる預金払戻と金融機関の免責 私法判例リマークス (38),26-29頁 （単著）
35. 2008/12	論文　	動産売買先取特権に基づく物上代位と債権譲渡の優劣 法政論集（名古屋大学） (227),311-339頁 （単著）
36. 2008/12	論文　	2008年度学界回顧・民法（財産法） 法律時報 80(13),106-110頁 （単著）
37. 2008/09	論文　	債権の準占有者への弁済に関する規定を詳細化する必要があるか 椿寿夫他編『民法改正を考える』（日本評論社） 256-258頁 （単著）
38. 2008/09	論文　	民法四七八条における債務者保護要件 法律論叢（明治大学） 81(1),57-125頁 （単著）
39. 2008/03	論文　	第三者与信型販売における抗弁の接続と与信業者に対する既払金返還請求 クレジット研究 (40別冊),62-99頁 （単著）
40. 2007/03	論文　	デリバティブ取引における説明義務と損害賠償責任（4・完） 専修法学論集 (99),1-56頁 （単著）
41. 2007/03	論文　	利息制限法・貸金業法の改正による「みなし弁済」規定の廃止と民事法上の課題 クレジット研究 (38),146-174頁 （単著）
42. 2006/12	論文　	デリバティブ取引における説明義務と損害賠償責任（3） 専修法学論集 (98),1-42頁 （単著）
43. 2006/08	論文　	期限の利益喪失特約と貸金業法43条の任意性要件 法学教室 (311),122-123頁 （単著）
44. 2006/07	論文　	デリバティブ取引における説明義務と損害賠償責任（2） 専修法学論集 (97),1-46頁 （単著）
45. 2006/03	論文　	偽造・盗難キャシュカードによる預金の不正引出と責任分担 民事法の諸問題12（専修大学法学研究所紀要） (27),1-82頁 （単著）
46. 2006/03	論文　	民法四七八条の適用範囲と真の債権者の帰責事由 伊藤進先生古稀記念・現代私法学の課題（第一法規） 1941-231頁 （単著）
47. 2006/03	論文　	通信金融サービスにおける消費者保護とドイツ民法の改正 クレジット研究 (36),210-235頁 （単著）
48. 2006/02	著書　	レクチャー消費者法（第3版）（共著）
49. 2006/02	論文　	融資一体型変額保険における損害賠償責任と錯誤無効 専修ロージャーナル (1),181-197頁 （単著）
50. 2005/02	論文　	根保証人の責任減免の関するドイツの判例法理 クレジット研究 (33),157-175頁 （単著）
51. 2004/11	論文　	デリバティブ取引のおける説明義務と損害賠償責任（1） 法学論集（専修大学） (92),113-162頁 （単著）
52. 2004/03	論文　	不動産担保付融資におけるクーリングオフとドイツ債務法の改正 法政論集（名古屋大学） (201),485-509頁 （単著）
53. 2004/03	論文　	金銭債務とは何か－外貨債務論の視点から－ 金融法務事情 (1702),20-27頁 （単著）
54. 2004/03	論文　	電子商取引における不招請勧誘と契約締結をめぐるドイツ法の動向 クレジット研究 (32),295-313頁 （単著）
55. 2003/12	論文　	通信販売における情報提供義務とクーリングオフ 専修法学論集 (89),57-106頁 （単著）
56. 2003/03	論文　	通信販売のおけるクレジットカードの不正使用をめぐるドイツの法状況 クレジット研究 (29),126-143頁 （単著）
57. 2002/12	論文　	ドイツにおけるディスカウントブローカーの民事責任 専修法学論集 (86),1-54頁 （単著）
58. 2002/03	論文　	ドイツにおける融資－体型不動産投資と金融機関の民事責任 クレジット研究 (27),168-183頁 （単著）
59. 2002/03	論文　	金融商品販売法における説明義務と適合性原則 民事法の諸問題11（専修大学法学研究所紀要） (27),73-118頁 （単著）
60. 2001/05	著書　	消費者契約法・金融商品販売法と金融取引  141-161頁 （共著）
61. 2001/03	論文　	カードの不正使用と証明責任をめぐるドイツ判例法理の展開 クレジット研究 (25),136-152頁 （単著）
62. 2001/02	論文　	投資勧誘における適合性原則（2・完） 法経論叢（三重大学） 18(2),1-42頁 （単著）
63. 2000/10	論文　	デビットカードの不正使用とカード所持人の帰責事由 クレジット研究 (24),113-126頁 （単著）
64. 2000/04	論文　	ドイツにおけるデビットカードの不正使用と責任分担 金融法務事情 (1576),15-19頁 （単著）
65. 2000/02	論文　	投資勧誘における適合性原則（1） 法経論叢（三重大学） 17(2),1-36頁 （単著）
66. 1999/10	論文　	ドイツにおける投資家保護の法理 先物取引被害研究 (13),193-199頁 （単著）
67. 1999/03	論文　	カード型電子マネーの不正使用と責任分担 法経論叢（三重大学） 16(2),29-70頁 （単著）
68. 1998/08	論文　	ドイツ証券取引法における証券会社の情報提供義務 法経論叢（三重大学） 16(1),1-42頁 （単著）
69. 1998/06	論文　	ドイツのおける融資者責任 浜田道代他編『現代企業取引法』（税務経理協会） 335-349頁 （共著）
70. 1998/03	論文　	融資付投資取引における抗弁の接続（2・完） 法経論叢（三重大学） 15(2),25-70頁 （単著）
71. 1997/08	論文　	融資付投資取引における抗弁の接続（1） 法経論叢（三重大学） 15(1),1-46頁 （単著）
72. 1997/03	論文　	金融機関の説明義務と融資者責任 法経論叢（三重大学） 14(2),39-87頁 （単著）
73. 1996/07	著書　	外貨債権の法理  294頁 （単著）
74. 1995/12	論文　	ドイツにおける投資勧誘者の説明義務違反について 法経論叢(三重大学） 13(1),85-125頁 （単著）
75. 1995/07	論文　	外貨債務不履行における為替差損害賠償 法政論集（名古屋大学） (161),223-270頁 （単著）
76. 1995/01	論文　	フランスにおける貨幣条項規制と名目主義（2・完） 法政論集（名古屋大学） (159),239-285頁 （単著）
77. 1994/10	論文　	フランスにおける貨幣条項規制と名目主義（1） 法政論集（名古屋大学） (158),145-191頁 （単著）
78. 1994/03	論文　	外貨債権の法的性質（3・完） 法政論集（名古屋大学） (153),269-315頁 （単著）
79. 1994/01	論文　	外貨債権の法的性質（2） 法政論集（名古屋大学） (152),315-359頁 （単著）
80. 1993/07	論文　	外貨債権の法的性質（1） 法政論集（名古屋大学） (148),149-194頁 （単著）

## 学会発表
（出典）
1. 2005/04	金銭債務とは何か－外貨債務論の視点から－
2. 2001/04	ドイツにおけるデビットカードの不正使用と責任分担
3. 1996/04	外貨債権の法的性質

## 外部研究費
- 田邊光政・原秀六・今井克典・川地宏行・山田泰弘・広瀬裕樹「金融リスクの法的側面」全国銀行学術研究振興財団 助成一覧（1996年度）[4]

## 社会的活動
2012/01	東京都消費者被害救済委員会委員